# African Political Systems
Das Buch African Political Systems („Politische Systeme Afrikas“) wurde 1940 in London  von den britischen Anthropologen Meyer Fortes und Edward Evans-Pritchard herausgegeben und zählt zu den modernen Klassikern der Ethnosoziologie und der Politikethnologie (Fachbereiche der Ethnologie oder Völkerkunde). An dem Werk wirkten namhafte Ethnologen mit und unterzogen die verschiedenen politischen Systeme von ethnischen Gesellschaften in Afrika einer vergleichenden Analyse.
Das Buch ist das Ergebnis von Feldforschungen in acht traditionellen Gesellschaften, die in weit auseinanderliegenden Gebieten Afrikas durchgeführt wurden. Es ist ein Dokument der Sozialanthropologie und der politischen Anthropologie, das eine erste Klassifikation von Systemen versucht und eine Theoretisierung von Modellen vorschlägt. Es werden die verschiedenen Typen sozialer und politischer Organisation beschrieben, wie sie in der damaligen Zeit bei einer Anzahl von afrikanischen Völkern angetroffen wurden: bei den Zulu, Nuer, Ngwato, Bemba, Ankole, Kede, Bantu von Kavirondo und den Tallensi.
Meyer Fortes schrieb über das Volk der Tallensi, Evans-Pritchard über die Nuer, Max Gluckman über die Zulu, Audrey I. Richards über die Bemba, Isaac Schapera über die Ngwato, Kalervo Oberg über die Ankole, Siegfried Ferdinand Nadel über die Kede, Günter Wagner über die Bantu von Kavirondo (Logoli und Vugusu). Alfred Radcliffe-Brown trug das Vorwort bei, während Fortes und Evans-Pritchard das Einführungskapitel verfassten.

## Werkausgaben
- Meyer Fortes, Edward E. Evans-Pritchard (Hrsg.): African Political Systems. Oxford University Press, London 1940 (englisch; 4. Auflage von 1950 online bei archive.org).